# Birger Nerman
Birger Nerman, född 6 oktober 1888 i Norrköping, död 22 augusti 1971 i Stockholm, var en svensk arkeolog och författare.

## Biografi
Birger Nerman tillhörde släkten Nerman från Vimmerby och var son till bokhandlaren i Norrköping Janne Nerman och dennes hustru Anna Ida Nordberg. Han var tvillingbror till Einar Nerman och två år yngre än brodern Ture Nerman. Farbrodern Carl Axel var också bokhandlare och blev far till Birger Nermans hustru Barbro Nerman. I äktenskapet föddes Agneta Nerman, gift Lundström.
Birger Nerman avlade mogenhetsexamen i Norrköping 1907 och inskrevs samma år vid Uppsala universitet, där han studerade nordiska språk, litteraturhistoria och arkeologi, till en början med avsikten att bli bibliotekarie. I stället använde han sina kunskaper inom arkeologins fält, vilken han inträdde i via stenålderns bebyggelse. Han avlade filosofie kandidatexamen 1910 i arkeologi och filosofie licentiatexamen 1912, disputerade året därefter i litteraturhistoria och tilldelades filosofie doktorsgraden vid promotionen 31 maj 1913.
Nermans avhandling hade titeln Studier över Svärges hedna litteratur. Disputationen kritiserades av språkvetare och litterärt inriktade forskare för att använda arkeologins resultat inom deras område, då han studerade islänningasagorna och Beowulfkvädet. Enligt Nermans uppfattning fanns i dessa källor spår av sagolitteratur från folkvandringstiden, vilket just vid denna tid (och alltjämt idag) hade förkastats av den källkritiska riktningen inom historieforskningen.[källa behövs] Han fick dock stöd av sin handledare inom arkeologin, Oscar Almgren, och inriktade sig därför allt mera på det arkeologiska källmaterialet. Men han fortsatte göra avstickare till de skriftliga källorna, som i sin tolkning 1935 av begravningsfrekvensen på folkvandringstidens Gotland som stöd för en utvandring söderut i enlighet med Jordanes och Gutasagan.
Genom att konsultera Snorre Sturlassons uppgifter om Ynglingaätten kom Nerman fram till att det var Aun, Egil och Adils som var begravda i Uppsala högar, vilket han förfäktade i Vilka konungar ligga i Uppsala högar? (1913). Temat, att namnge begravda kungar i så kallade kungshögar, fortsatte han i verk som Ottar Vendelkråka och Ottarshögen i Vendel (1917), Kungshögarna på Adelsö (1918) och Sveriges äldsta konungalängder (1918). Dessa arbeten, liksom hans mera populärvetenskapliga verk, rönte stor framgång, hos såväl arkeologer (företrädesvis Oscar Montelius och Oscar Almgren), som hos filologer, och till hans minne inrättades 1985 en forskningsfond med hans namn. Hans tolkningar har dock sedermera övergivits av en mera källkritisk forskning som menar att de tidiga ynglingakungarna inte är historiska personer och att man inte kan namnge vilka som begravts i förhistoriska gravhögar som de vid Gamla Uppsala. 1918 blev Nerman en filosofie licentiat i arkeologi och han utsågs året därpå till docent vid Uppsala universitet i nordisk och jämförande fornkunskap med nordisk sagohistoria, en ämneskombination som tillkom enkom för honom och berodde på hans tvärvetenskapliga forskning. Han hade då utökat sitt arkeologiska intressefält till Gotlands järnålder, och därifrån var steget kort till Baltikum.
Nerman var tillförordnad professor 1917 och 1920 och 1923–1925 professor i arkeologi vid Dorpats universitet i Estland. Han lade tillsammans med föregångaren Arne Mikael Tallgren grunden till den arkeologiska forskningen där. Under sina estländska år gjorde Nerman bland annat år 1924 utgrävningar kring staden Izborsk. Han undersökte en fornborg och ett större höggravfält tillsammans med sina Dorpatstudenter.
Med Det svenska rikets uppkomst (1925) försökte Nerman bevisa att Sverige färdigbildats redan på 700-talet samt att det var en direkt arvtagare till Tacitus' "mäktiga sveastat" och därmed Europas äldste nuvarande statsbildning. Utgivare var krigsmakten.
Somrarna 1929 och 1930 var han ledare för utgrävningen av den forntida skandinaviska bosättningen (med tre gravfält, ett stadsområde och en fornborg) i Grobin i Lettland. Året efter fortsatte Nerman med att gräva ut en liknande bosättning med skandinaviska inslag, denna gång vid byn Apuole i nordvästra Litauen och hösten 1932 av ett vikingatida östskandinaviskt garnisonssamhälle vid Wiskiauten i Ostpreussen.

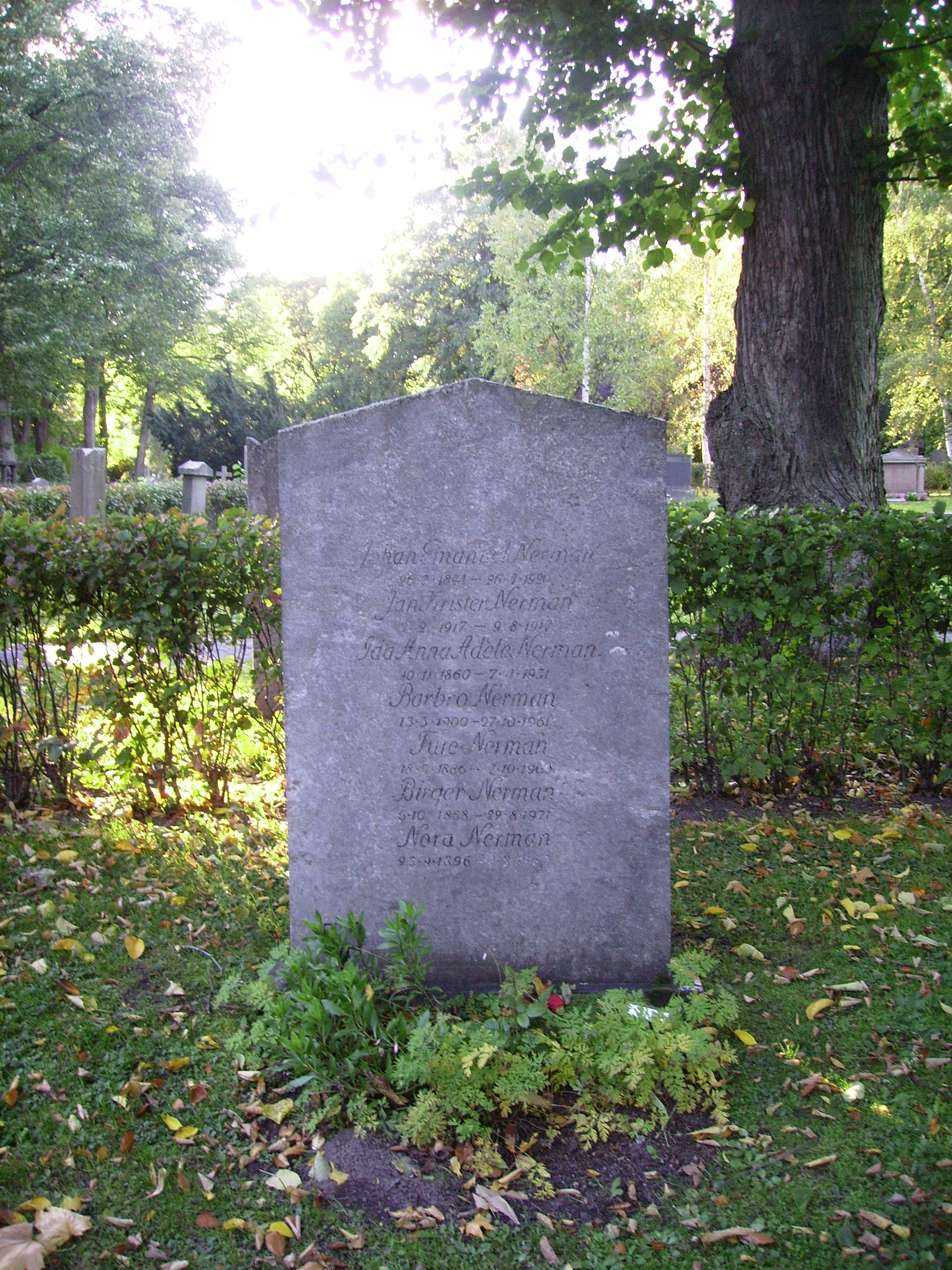
Birger Nermans gravvård på Norra begravningsplatsen i Solna kommun.

Efter sporadiska kontakter med Statens historiska museum blev Nerman 1938 dess museidirektör. Denna tjänst hade han kvar fram till pensioneringen 1954. Åren 1939–1969 var han ordförande för Svenska fornminnesföreningen. Han blev 1946 ledamot av Vitterhetsakademien och var därtill hedersledamot, korresponderande ledamot och ledamot av många utländska akademier.
Åren 1914–1915 var Nerman ordförande för det socialdemokratiska studentförbundet Laboremus. Åren 1967–1970 var han ordförande för World Anti-Communist Leagues svenska avdelning.